# ルイ・オベール

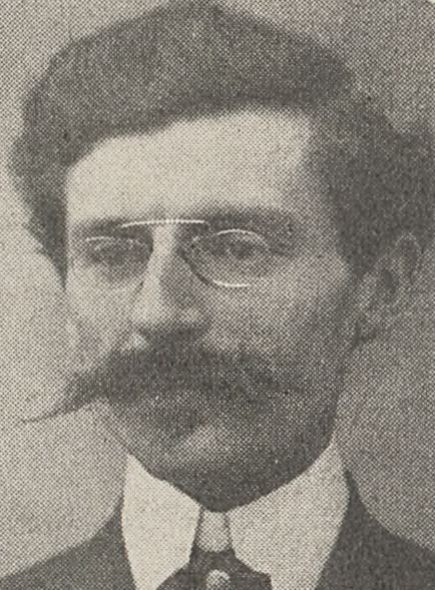
ルイ・オベール

ルイ・オベール（またはオーベール、Louis Aubert, 1877年2月19日, パラメ - 1968年1月9日 パリ）は、ブルターニュ出身のフランスの作曲家。 

## 生涯
船主の家庭に生まれる。両親に音楽的な傾向や、ソプラノの美声を認められ、音楽教育を受けるべくパリに上京する。マドレーヌ教会でガブリエル・フォーレの『レクイエム』が初演された際に、「ピエ・イエズ」楽章でボーイソプラノとして出演し、声楽家として嘱望されるようになる。長じてパリ音楽院に進み、作曲科でフォーレに師事する。
オベールは辣腕のピアニストであり、『高雅で感傷的なワルツ』の初演の際にモーリス・ラヴェルはオベールを演奏家に選んでいる。
オベールは声楽曲を数多く作曲した。最初の重要な作品は、シャルル・ペローのおとぎ話を舞台化したメルヒェン・オペラ『青い森』 (La forêt bleue) であった。1904年に作曲されたこの作品は、1911年のボストン初演で成功をおさめ、その上フランスでも1924年にオペラ＝コミック座で上演された。ポピュラー音楽にも手を染め、とりわけマリー・デュバのためにシャンソンを作曲した。
オベールはブルトン人ながらバスク地方に移り住んだため、ブルターニュの土地にはほとんど霊感を受けていない。
1968年に人知れず息を引き取った。